# Diomma variegata
Diomma variegata är en insektsart som först beskrevs av K. Ramakrishnan och Menon 1974.  Diomma variegata ingår i släktet Diomma och familjen dvärgstritar. Inga underarter finns listade i Catalogue of Life.